# Почетни граждани на Шумен
Званието „Почетен гражданин на Шумен“ се присъжда от Общинския съвет на гр. Шумен за големи заслуги към града, както и на известни преуспели личности, родени в Шуменско. С него са удостоени:
- Стилиян Чилингиров (1881 – 1962) – български писател и етнограф, политик и общественик
- Александър Узунов (р. 1933) – кмет на Шумен 5 мандата от 1974 до 1986 г. по времето на най-големия възход и благоустройство на града.[1]
- Дамян Дамянов (р. 1946) – български лекар-хирург и учен, академик, началник на Клиниката по хирургия при УМБАЛ „Царица Йоанна – ИСУЛ“, ръководител на Клиничния център по гастроентерология в Медицински университет – София, заместник-председател на БАН
- Тодор Колев (1939 – 2013) – български актьор, комик, певец, музикант и шоумен; народен артист
- Венета Вичева (1931 – 2013) – български хоров диригент и общественик, дългогодишен ръководител на хор „Родни звуци“, основател и диригент на детския хор „Бодра песен“ в Шумен
- Лиляна Тонева (10.XI.1938 – 18.III.2016) – дългогодишен директор на Дома на културата, директор на Дирекция „Музика", секретар на Клуба на културните дейци в Шумен, ръководител на рецитали и групи за художествено слово, учител, читалищен и профсъюзен деятел, член на общинското ръководство на организацията на пенсионерите, общински съветник, автор и водещ на предавания в тв Шумен, поетеса.[1],[2][3]
- Михаил Биков – български музикален диригент, маестро
- Илия Раев (р. ?) – директор на Шуменския театър
- Тотю Тотев (1930 – 2015) – български археолог и историк на изкуството, медиевист, професор, доктор на историческите науки (д. и. н.), дългогодишен преподавател в Шуменския университет и негов ректор.[4]
- Владимир Шкодров (1930 – 2010) – български астроном и учен, откривател на множество астероиди, дългогодишен преподавател в Шуменския университет и негов ректор.
- Янко Русев (р. 1955) – български състезател и треньор по вдигане на тежести, олимпийски, петкратен световен и петкратен европейски шампион
- Цоньо Василев (1952 – 2015) – най-успешният футболист в историята на шуменския футбол, ляв защитник на „Волов“, ЦСКА и националния отбор, 4 пъти шампион и веднъж носител на Купата на България, участник в световното първенство в Германия 1974 г. [5]
- Жечко Кюркчиев (р. ?) – бизнесмен, съсобственик на „Фикосота“ АД
- Красен Кюркчиев (р. ?) – бизнесмен, съсобственик на „Фикосота“ АД
- Мустафа Чаушев (р. 1943) – поп-певец
- Антон Коларов (1913 – ?) – български художник
- Геворг Кесоян (р. 1943) – руски химик и бизнес-предприемач, кандидат на техническите науки (доктор)
- Борислав Геронтиев (р. 1943) – български литератор и журналист
- Иван Петков Попчев (р. ?) – български учен, академик [6]
- Димитър Игнатовски (р. ?) – български учен, университетски преподавател и педагог, професор, д. и. н.
- Максим Бехар (р. 1955) – български журналист, бизнесмен, дипломат и PR експерт
- Красимир Савов (р. 1955) – хореограф и педагог
- Фикрет Индже (р. ?) – собственик на „Алкомет“
- Румен Христов – ученик, носител на „Наградата на Шумен“ за образование в раздел „Ученик на годината (2012) в хуманитарната и природо-математическата област“ [7]
- Иван Сакелариев (1927 – 2007) – лекар, публицист и книжовник по възрожденската и следвъзрожденската култура, църковното дело и образованието в Шуменско, виден общественик, дарител. Носител на орден „Св. св. Кирил и Методий“ – Първа степен и „Златен орден на труда“ [8]
- Александър Русев (1934 – 2014) – един от основателите на Аероклуб – Шумен, заслужил майстор на спорта [9]